# ديثيان
ديثيان هو مركب عضوي حلقي غير متجانس مشبع له الصيغة الكيميائية C4H8S2.
يتألف المركب بنيوياً من حلقة سداسية حاوية على ذرتي كبريت؛ مما يسمح بالتالي في وجود ثلاث متصاوغات للمركب، وهي 2,1-ديثيان و 3,1-ديثيان و 4,1-ديثيان. يطلق على مشتقات المركب اسم ديثيانات.

## 2,1-ديثيان
بسبب وجود زاوية زوجية محتملة بين ذرتي الكبريت في البنية، تشكّل مركبات 2,1-ديثيان عدة مصاوغات مرآتية.

## 3,1-ديثيان
تتشكل مركبات 3,1-ديثيان كمجموعات حماية للمركبات الحاوية على مجموعة الكربونيل الوظيفية، حيث تعد ملائمة لهذا الغرض بسبب خمولها الكيميائي في أغلب شروط التفاعلات الكيميائية. يتم تفاعل التشكل عند مفاعلة مركب الكربونيل مع 3،1-بروبانديثيول بشروط تزيح الماء من وسط التفاعل. تزال مجموعة الحماية باستخدام مركبات الزئبق، مثل كلوريد الزئبق الثنائي أو أكسيد الزئبق الثنائي؛ وذلك بسبب الألفة الكيميائية المرتفعة للديثيانات.
كما تستخدم مركبات 3,1-ديثيان تفاعلات انعكاس القطبية Umpolung، مثل تفاعل كوري-سيباخ Corey–Seebach reaction.

## 4,1-ديثيان
يمكن تحضير مركبات 4,1-ديثيان من تفاعل 2،1-إيثانديثيول مع فلز الصوديوم؛ ثم بالمعالجة مع مركب 2،1-ثنائي برومو الإيثان.

## اقرأ أيضاً
- ثيان
- تريثيان
- ثييران
- ثييتان
- ثييت
- ثيوفين
- ثيازين
- رباعي هيدرو الثيوفين